# Rohr bei Hartberg
Rohr bei Hartberg é um município da Áustria, situado no distrito de Hartberg-Fürstenfeld, no estado da Estíria. Tem 27,75 km² de área e sua população em 2019 foi estimada em 1.457 habitantes.